# Caroline Brown Bourland
Caroline Brown Bourland (* 4. Juni 1871 in Peoria (Illinois); † 28. Februar 1956 in Wisconsin) war eine US-amerikanische Romanistin und Hispanistin.

## Leben
Caroline Brown Bourland studierte am Smith College (Abschluss 1893). Dann unterrichtete sie Englische Literatur, Französisch und Latein an High Schools in Pueblo (Colorado) und Peoria (Illinois).  Ab 1898 studierte sie als Doktorandin an der Sorbonne und am Bryn Mawr College. Dort promovierte sie 1902 mit der Arbeit Boccaccio and the Decameron in Castilian and Catalan Literature (New York/Paris 1905).
Caroline B. Bourland war von 1902 bis 1913 am Smith College Professorin für Französisch und Spanisch. Nach der Errichtung eines eigenen Spanish Department war sie von 1913 bis 1939 Professorin für Spanisch. Sie war Mitherausgeberin der Smith College studies in modern languages (mit Ernst H. Mensel, Howard R. Patch, Margaret Rooke und Albert Schinz).
Caroline Brown Bourland war die Schwester des Romanisten Benjamin Parsons Bourland.

## Werke
- (Hrsg.) Juan Ruiz de Alarcón y Mendoza, Las paredes oyen, New York 1914
- The Short story in Spain in the seventeenth century, with a Bibliography of the Novela from 1576 to 1700, Northampton, Mass. 1927, New York 1973
- (Hrsg.) Serafín y Joaquín Álvarez Quintero, La reja. Comedia en un acto, Chicago 1927
- (Hrsg. mit Edith Helman) Vida y hazañas de Juan Belmonte torero, New York 1939
- (Hrsg. mit Hélène Cattanès, Paul G. Grahan, Howard R. Patch, Margaret Rooke) Essays contributed in honor of President William Allan Neilson, Northampton, Mass. 1939–1940
- The Case of Sancho de Almazán and Juan de la Cámara versus the Crown of Castile and the Town council of Arenas, 1514, Northampton, Mass.  1947
- The Guild of St. Ambrose, or Schoolmasters' guild of Antwerp, 1529-1579, Northampton, Mass.  1951